# Dimitri Pojidaev
 (mai 2019).
Si vous disposez d'ouvrages ou d'articles de référence ou si vous connaissez des sites web de qualité traitant du thème abordé ici, merci de compléter l'article en donnant les références utiles à sa vérifiabilité et en les liant à la section « Notes et références ».
Dimitri Pojidaev était un diplomate soviétique qui fut ambassadeur en République arabe unie pendant la guerre des Six Jours. Les archives soviétiques restant fermées, peu de choses sont connues à son sujet.